# Central Nuclear de Ferrel
A Central Nuclear de Ferrel foi uma central eléctrica planeada mas nunca construída, que se iria localizar  nas imediações da povoação de Ferrel, no concelho de Peniche, em Portugal.

## Descrição e história

### Planeamento

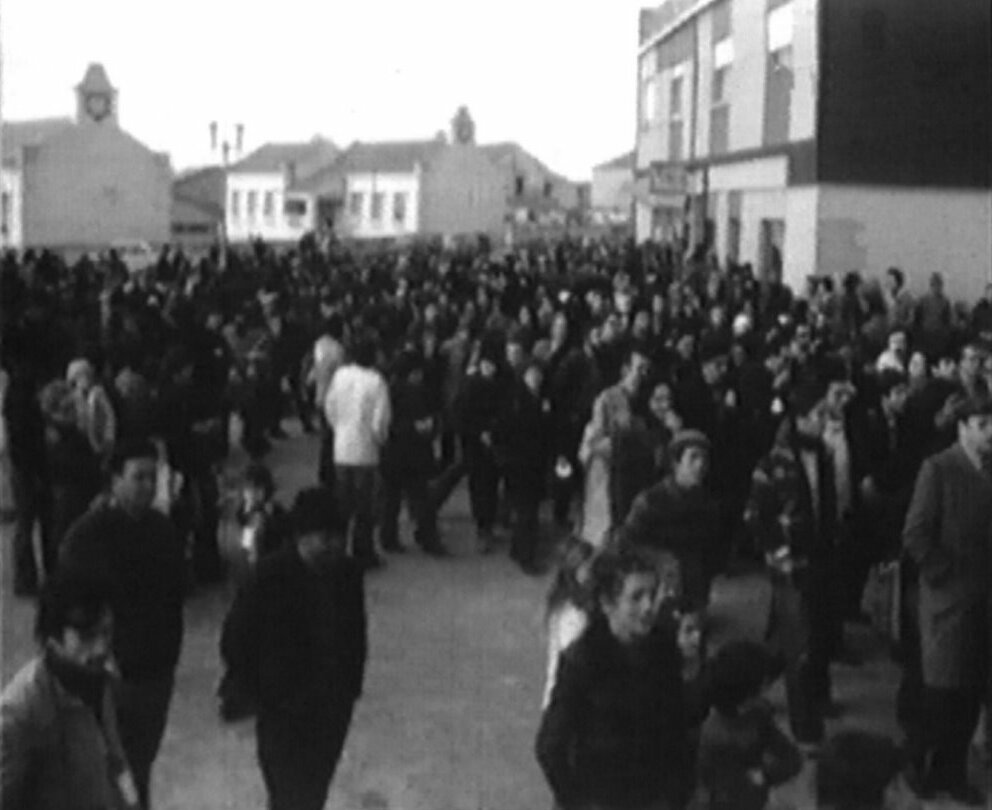
Movimento dos habitantes do Ferrel contra a construção da central nuclear, em 1976.

Caso tivesse sido construída, a central nuclear estaria situada na zona do Moinho Velho, a cerca de quatro quilómetros da localidade do Ferrel.
Na década de 1960, ainda durante o período da ditadura, foram lançados os primeiros planos para a instalação de um conjunto de centrais nucleares em território nacional, que contaram com a forte presença da Companhia Portuguesa de Electricidade. Este programa continuou logo após a Revolução de 25 de Abril de 1974, tendo sido planeada a instalação do primeiro grupo nuclear no Ferrel, por parte da CPE, que então já se encontrava numa fase de transição para a empresa EDP - Electricidade de Portugal. Este empreendimento foi duramente criticado pelas populações, que receavam que a central nuclear tivesse efeitos negativos sobre a pesca, que então era uma das principais funções económicas da região, através da canalização da água de arrefecimento para o oceano. Com efeito, segundo especialistas em energia nuclear, previa-se que a operação de uma central eléctrica deste tipo, com a potência de um gigawatt, iria utilizar uma quantidade de água cerca de dez vezes superior ao consumo registado em Lisboa, e que iria aumentar a temperatura das águas em cerca de dez a quinze graus, atingindo a fauna marítima, principalmente os mariscos. Além disso, durante o seu funcionamento a energia não aproveitada sob a forma eléctrica iria provocar um grande aumento de temperatura na zona em redor, que também iria trazer problemas à fauna e flora locais. Durante estes movimentos populares, foram destruídos os instrumentos colocados pela empresa Electricidade de Portugal, que tinham como finalidade estudar as condições ambientais do local, incluindo os níveis naturais de radioactividade. Além das populações, a instalação da central no Ferrel também foi criticada por especialistas em energia nuclear e por técnicos da própria empresa operadora da central, que formaram um conjunto chamado de Grupo dos Preocupados.
Os defensores da opção nuclear argumentaram que a geração de energia por centrais deste tipo seria menos dispendiosa, e que as alternativas eram menos eficientes, tanto do ponto de vista económico como da produção, ainda mais porque se previa que o consumo nacional iria duplicar nos sete anos seguintes. Seria necessário construir um grande número de barragens hidroeléctricas para acompanhar a evolução do consumo, enquanto que no caso das centrais a carvão e petróleo teria de se importar uma quantidade maior de combustível, a preços elevados. Por seu turno, também a operação de centrais nucleares iria gerar dependência tecnológica em relação ao estrangeiro, sendo esta indústria então dominada pela União Soviética e pelos Estados Unidos da América, potências ideologicamente distintas, pelo que a opção por uma ou outra iria ter graves consequências a nível diplomático e de soberania nacional. Uma preocupação semelhante foi expressa num artigo publicado na revista Poder Popular de 23 de Março de 1976, que também chamou a atenção para os riscos de segurança das próprias centrais nucleares, receios que tinham sido recentemente reacendidos por um incêndio na unidade americana de Brown's Ferry (en).

### Contestação popular e fim do projecto
As populações de Ferrel fizeram vários protestos junto das autoridades, sempre sem sucesso, até à grande manifestação de 15 de Março de 1976. Neste dia, os habitantes dirigiram-se ao local onde estavam a ser feitas as prospecções geológicas, sismológicas e eólicas, tendo convencido os trabalhadores a abandonar as operações.

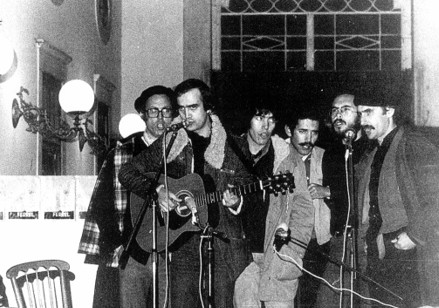
À direita: Zeca, Fausto, Sérgio; à esquerda: Vitorino.

Este movimento inseriu-se num quadro de protesto contra a energia nuclear, durante o qual várias organizações, como o Movimento Ecológico, tinham chamado a atenção para os problemas ambientais causados por este tipo de centrais eléctricas. Em Junho de 1977 foi publicado um manifesto contra a política energética nacional, e a construção de centrais nucleares, tendo a questão sido debatida por mais de cem cientistas e técnicos desta área. Em Janeiro de 1978 foi organizado o festival Pela vida contra o nuclear no Ferrel e nas Caldas da Rainha, que contou com a participação de grandes nomes da música nacional, como Zeca Afonso, Vitorino, Pedro Barroso, Fausto e Sérgio Godinho. O plano para a construção da central nuclear foi definitivamente abandonado em 1982.